# Moby Magic
Le Moby Magic est un ferry ayant appartenu à la compagnie de navigation italienne Moby Lines. Construit entre 1973 et 1975 aux chantiers Union Naval de Levante de Valence pour la compagnie nationale espagnole Trasmediterranea, il portait à l'origine le nom de J.J. Sister. Mis en service en octobre 1975 entre l'Espagne continentale et les îles Canaries, il est à l'époque, avec son jumeau le Manuel Soto, l'un des car-ferries les plus modernes et les plus luxueux de la Méditerranée. Après avoir été affrété à deux reprises à compter de 1993, il est vendu en 1997 à l'armateur italien Moby Lines qui avait déjà fait l'acquisition de son sister-ship quelques années auparavant. Renommé Moby Magic, il est affecté dans un premier temps entre l'Italie continentale et la Corse puis vers la Sardaigne. Sa carrière s'achève toutefois en 2003 lorsqu'il s'échoue non loin d'Olbia à la suite d'une erreur de navigation. Sérieusement endommagé, il est finalement vendu à la démolition en 2005.

## Histoire

### Origines et construction
Depuis les années 1960, le tourisme vers les îles Canaries connaît un développement constant. Profitant du monopole du pavillon en vigueur sur les lignes maritimes intérieures espagnoles ainsi que d'un service subventionné par l'État, la compagnie publique Trasmediterranea se constitue durant toute la seconde partie de la décennie une flotte de car-ferries afin d'absorber efficacement le flux de passagers accompagnés de véhicules. Cependant, l'augmentation croissante du trafic peine à être captée malgré les moyens mis en œuvre et au début des années 1970, la compagnie prend la décision de faire construire une nouvelle paire de navire jumeaux, bien plus performants que leurs prédécesseurs.

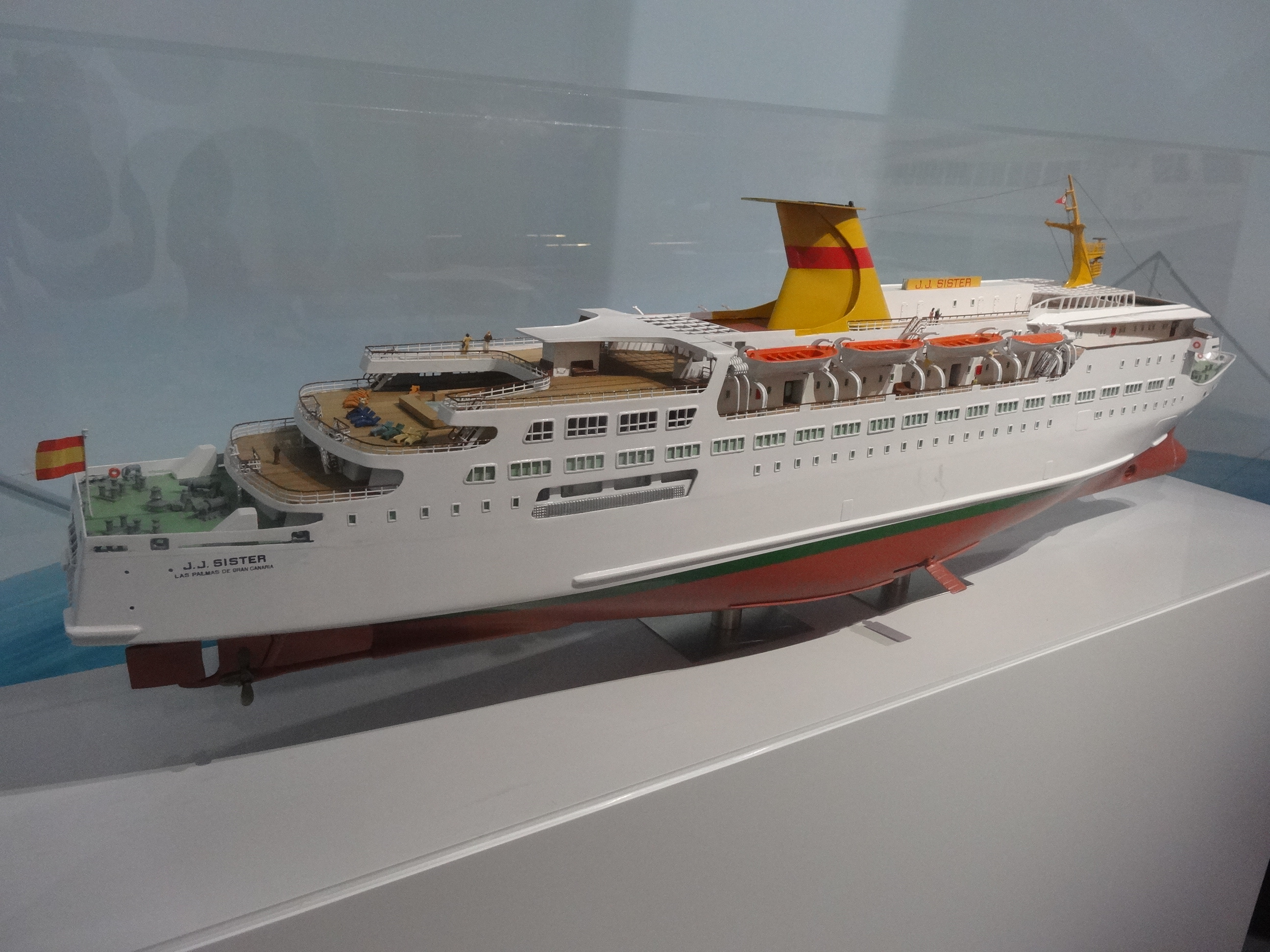
Maquette du J.J. Sister.

Passée le 20 septembre 1971 aux chantiers Union Naval de Levante, la commande porte sur deux car-ferries jumeaux de 140 mètres surnommés dans un premier temps Super X puis Tiburón (signifiant « requin » en espagnol). Capables de transporter 1 080 passagers séparés en deux classes, ils pourront également embarquer 320 véhicules sur deux niveaux de garages. Afin de réduire les temps de traversée, notamment à destination des Canaries, leur vitesse est fixée à 23 nœuds. Les aménagements intérieurs sont également prévus pour être fonctionnels et luxueux, ainsi, chaque classe dispose de son propre bar et restaurant, mais certains espaces tels qu'une piscine ou un salon de lecture seront exclusifs à une classe. Celles-ci, dénommés Preferente et Turista, occupent respectivement un pont et demi et deux ponts et demi. 
Le conseil d'administration de Trasmediterranea décide de donner au premier navire le nom de J.J. Sister, en hommage à l'armateur valencien, Juan José Sister, cofondateur de la Compañía Valenciana de Navegación. La construction du car-ferry débute à Valence aux alentours de 1973 et le lancement a lieu le 18 mai 1974. Le navire est baptisé par Carmen Polo, épouse du général Franco, chef de l'État espagnol. Une fois les finitions terminées, le J.J. Sister réalise ses essais en mer le 13 septembre 1975 au large de Valence durant lesquels il atteint la vitesse maximale de 25 nœuds, ce qui en fait le navire le plus rapide de la flotte marchande espagnole. Il est livré le 15 septembre à Trasmediterranea.

### Service

#### Trasmediterranea (1975-1997)
Peu de temps après sa livraison, le J.J. Sister, sous les ordres du commandant Salvador Ventura Moreno, prend la route de Palma de Majorque. Il effectue à titre d'essai huit allers-retours entre les Baléares et Barcelone avant de commencer son exploitation officielle le 2 octobre 1975 entre la capitale catalane, Cadix et les îles Canaries qu'il parvient à relier en 31 heures seulement à la vitesse moyenne de 21 nœuds. 
Au cours de l'été 1976, il est rejoint par son jumeau le Manuel Soto dont la mise en service a été retardée en raison d'incidents techniques survenus à bord. C'est cette même année que l'État décide de supprimer les subventions au départ de Barcelone, en conséquence, les deux navires ne desservent les Canaries qu'à partir de Cadix. Un seul navire étant suffisant pour desservir les Canaries en basse saison, le J.J. Sister retourne parfois desservir les Baléares depuis Barcelone.
En décembre 1981, lors d'une traversée entre les Canaries et Cadix, le navire port secours à l'équipage du chalutier Nuria, sombrant au large de Casablanca et parvient à sauver la totalité des membres.
En 1985, le J.J. Sister et son jumeau bénéficient d'importants travaux de rénovation consistant notamment en l'ajout de sanitaires dans l'intégralité des cabines.
À partir de cette même année, dans le cadre des commémorations du 5e centenaire de la découverte de l'Amérique, financées par la caisse d'épargne espagnole, le J.J Sister est affrété pour effectuer un voyage transatlantique nommé Aventura 92 à destination des Caraïbes sous le nom officieux de Guanahaní, appellation indigène originale de l'île de San Salvador. Le car-ferry quitte le monastère de La Rábida le 26 septembre et effectue diverses escales, notamment aux îles Canaries, San Salvador, La Havane, Puerto Plata et Saint-Domingue avant de retourner à Cadix. 
Peu après son retour en Espagne, le navire inaugure le 4 novembre le prolongement de la ligne des Canaries vers les Baléares et l'Italie avec escale à Malaga. Cette ligne, que le car-ferry effectue de concert avec le Manuel Soto, sera cependant abandonnée en mai 1986.
En septembre 1988, le J.J. Sister effectue une seconde croisière transatlantique dans le cadre de l'évènement Aventura 92. Il quitte Cadix le 17 septembre et suit à peu près le même parcours qu'en 1985 avec cette fois-ci de nouvelles escales à Porto Rico et au Portugal. Cette seconde croisière est cependant marquée par une tragédie, le 30 septembre, des hauts responsables de la compagnie Trasmediterranea, dont le président du conseil, sont tués dans un accident d'avion non loin de Cuba alors qu'ils se rendaient à Saint-Domingue après avoir passé la journée à bord du navire. En dépit de ce drame, le J.J. Sister poursuit son voyage qui s'achève le 14 octobre avec le retour du navire à Cadix. Le navire participera également à Aventura 92 en 1989, en 1990 et en 1991, les croisières s'étaleront respectivement sur 33, 39, et 42 jours avec de nouvelles escales.
En décembre 1990, le car-ferry est affrété par les forces armées espagnoles afin de convoyer des troupes françaises et du matériel militaire vers la mer Rouge dans le cadre de l'opération Daguet. L'annonce de cet affrètement provoque des réactions hostiles de la part des membres de l'équipage peu de temps avant le départ du navire. Ces derniers ne souhaitant pas être obligés de participer à une opération potentiellement dangereuse, ils exigent que l'équipage participant à ce voyage soit composé sur la base du volontariat et que les hommes reçoivent une prime. Après la fin des négociations entre le personnel et l'armateur, le J.J. Sister quitte Cadix le 27 décembre et escale à Barcelone où il embarque d'autres volontaires avant de se rendre à Toulon où les militaires français montent à bord. Le navire prend ensuite la direction du canal de Suez qu'il traverse 4 janvier 1991 et arrive finalement à Yanbu le 7 janvier. Il quitte ce même jour l'Arabie saoudite pour rejoindre l'Espagne après avoir débarqué les troupes et leur matériel. Le périple se termine le 16 janvier lorsque le navire regagne Cadix.
En 1993, alors que Trasmediterranea réceptionne le nouveau Juan J. Sister, la propriété du J.J. Sister est transférée le 21 avril à la société portugaise Argencia Schembri SA, filiale de Trasmediterranea, afin de réduire les coûts d'exploitation du navire. 
En juillet, il effectue une croisière entre Alicante, Valence, Lisbonne, Tanger, et Vilagarcía de Arousa dans le cadre de l'année Sainte Compostellane.
Le 31 août, le navire entame sa sixième et dernière croisière de l'évènement Aventura 92. Le J.J. Sister appareille de La Corogne et escale à Vigo, Lisbonne, Pointe-à-Pitre, San Juan, Saint-Domingue, et à Puerto Cortés avant de retourner vers l'Espagne.
Le 30 décembre, le car-ferry est affrété pour deux ans avec option d'achat par la compagnie suédoise Corona Line. Renommé Balanga Sister, il est exploité à partir du 3 février 1994 dans la mer Baltique entre la Suède et la Pologne. Son service est néanmoins troublé par quelques problèmes techniques liés à un manque d'entretien qui seront par la suite corrigés. 
En mars 1995, l'affrètement est interrompu en raison de la faillite de Corona Line. Le navire retrouve alors son propriétaire ainsi que son nom d'origine. Après avoir regagné l'Espagne, il est désarmé tout l'été à Barcelone. Du 25 septembre au 2 octobre, il est affrété par la compagnie Topas Maritime Lines et navigue en entre l'Italie, la Grèce et la Turquie.
Le 29 février 1996, le J.J. Sister reprend du service pour le compte de Trasmediterranea qui l'exploite depuis Malaga et Almeria vers la ville autonome de Melilla.
Le 23 février 1997, le navire est vendu à la compagnie italienne Moby Lines pour 800 millions de pesetas. Ce même armateur avait fait l'acquisition, en 1992, de son sister-ship l'ex-Manuel Soto. L'achat du J.J. Sister permet ainsi de réunir les deux navires de la série Tiburón au sein de la même flotte.

#### Moby Lines (1997-2005)
Livré à Moby Lines à Malaga, le navire, renommé Moby Magic, prend ensuite la route de l'Italie où il est transformé et mis aux standards de son nouveau propriétaire. À l'instar des autres navires de la flotte, la coque du car-ferry est décorée avec une grande baleine bleue. 
Le Moby Magic commence ses rotations en mai 1997 entre l'Italie continentale et la Corse. Pour des raisons administratives, il navigue provisoirement sous pavillon portugais avant d'être enregistré au registre italien l'année suivante.
En 1998, le navire est transféré sur les lignes vers la Sardaigne en remplacement du Sardegna Bella victime d'une avarie. Il restera finalement positionné sur cette ligne en compagnie de son jumeau. 
Le 11 septembre 2003 aux alentours de 19h, par vent de force 7, le Moby Magic, qui a quitté Livourne quelques heures auparavant avec à son bord 160 passagers est sur le point d'achever sa traversée vers Olbia lorsqu'une forte collision avec un objet immergé survient à trois miles du port sarde, non loin de l'île de Tavolara. Le choc ouvre une brèche au niveau de la salle des machines qui commence à être inondée. Rapidement, le commandant Gianfranco Cutugno ordonne l'évacuation du navire et alerte les autorités, la totalité des passagers et des membres de l'équipage sont ainsi secourus sans encombre. Le navire, accusant une forte gîte sur tribord, est immédiatement mis à l'abri au port de Golfo Aranci où il finit par s'échouer sur le fond. Longtemps sujette à débats, la cause exacte de la collision sera attribuée à une erreur de la part du jeune troisième officier de 24 ans Gennaro Di Meglio qui aurait omis de relever la position du navire, ce qui aurait pu permettre de corriger sa trajectoire. Malgré des soupçons sur la présence de débris flottant ou d'un sous-marin américain dans la zone, l'objet heurté par le navire sera identifié comme étant l'un des rochers de l'écueil de la Secca dei Monaci en raison de traces abondantes de zinc.
Le Moby Magic, quant à lui, est remis à flot peu de temps après puis remorqué le 27 septembre à Naples où il est désarmé. Il sera acheminé vers Cagliari l'année suivante. Malgré une immersion relativement courte, ses machines se révèlent très endommagées et nécessitent une refonte complète et onéreuse. Plutôt que d'investir dans sa refonte, Moby Lines compense l'indisponibilité du navire en rachetant un ferry rapide plus performant dès le mois d'octobre. Si le car-ferry demeure dans un premier temps désarmé à Cagliari dans l'attente d'une éventuelle remise en état, son avenir au sein de la flotte est alors plus qu'incertain, d'autant que Moby Lines a d'ores et déjà lancé la construction d'un navire neuf destiné aux lignes de la Sardaigne. Intervenue en mai 2005, la livraison du Moby Aki scelle définitivement le sort du Moby Magic, remorqué à Gênes en octobre, il est ensuite vendu à la démolition en décembre. Le 14 décembre 2005, il quitte définitivement la capitale ligure en remorque après que Moby ait, au préalable, prélevé à bord des pièces de rechange pouvant potentiellement servir pour son jumeau le Moby Fantasy. Le navire est finalement échoué sur la plage turque d'Aliağa le 29 décembre puis démantelé dans la foulée.

## Aménagements
Le Moby Magic possédait 10 ponts. À l'époque espagnole, ils étaient désignés à partir du pont 7 jusqu'au pont 2 par ordre alphabétique de A à F. Plus tard, cette dénomination sera abandonnée et la numérotation commerciale des ponts concordera avec le nombre total d'étages. Les locaux des passagers occupaient la totalité des ponts 5, 6 et 7 ainsi que la partie avant du pont 2. Ceux de l'équipage se situaient sur le pont 8 et les ponts 3 et 4 étaient consacrés au garage.

### Locaux communs
À l'époque du J.J. Sister, les passagers étaient séparés en deux classes, la classe Preferente et la classe Turista. La première, plus raffinée, occupait la totalité du pont 7, et l'arrière du pont 6 tandis que la seconde s'étendait sur la partie avant du pont 6, la totalité du pont 5 ainsi que l'avant du pont 2. 
Les passagers de la classe Preferente avaient à leur disposition un confortable bar-salon de 184 places, une salle à manger de 96 couverts, un salon de lecture et une véranda sur le pont 6 ainsi qu'un bar extérieur avec piscine sur le pont 7. Les passagers de la classe Turista disposaient quant à eux d'un bar de 225 places, d'un self-service de 300 places, d'une véranda et d'un salon TV, le tout situé sur le pont 6.
Lorsque le navire rejoint la flotte de Moby Lines, la séparation des classes est abandonnée. Les installations sont pour la plupart conservées, à l'exception du salon de lecture qui est supprimé pour permettre l'agrandissement du restaurant. 

### Cabines
Le Moby Magic possédait 208 cabines privatives internes et externes pouvant accueillir 2 à 4 personnes situées sur les ponts 7, 5 et 2. 176 d'entre elles étaient pourvues de sanitaires complets comprenant douche, WC et lavabo. Quelques cabines avec lavabo étaient situées au pont 2 sous les garages et des cabines plus spacieuses étaient présentes à l'avant du pont 7.
À l'époque du J.J. Sister, les cabines du pont 7 étaient réservées à la classe Preferente tandis que celles des ponts 5 et 2 abritaient les passagers de la classe Turista. À l'origine, seules les cabines de la classe Preferente disposaient de sanitaires, il faudra attendre 1985 pour que celles de la classe Turista en soient équipées (à l'exception des cabines du pont 2).

## Caractéristiques
Le Moby Magic mesurait 140,82 m de long pour 22,51 m de large, son tonnage était de 9 120 UMS. Le navire avait une capacité de 1 080 passagers et était pourvu d'un garage pouvant accueillir 320 véhicules répartis sur 2 niveaux. Le garage était à l'origine accessible par trois portes rampes, une située à l'arrière et deux à l'avant de chaque côté du navire. Les portes latérales avant seront cependant condamnée en 1997. La propulsion était assurée par quatre moteurs diesels Wärtsilä MAN-Bazan V6V40/45 développant une puissance de 19 710 kW entraînant deux hélices à pas variable faisant filer le bâtiment à une vitesse de 22 nœuds. Le Moby Magic possédait six embarcations de sauvetage ouvertes de taille taille moyenne, complétées par deux embarcation de secours de petite taille et un canot semi-rigide. En plus de ces principaux dispositifs, le navire disposait de plusieurs radeaux de sauvetage à coffre s'ouvrant automatiquement au contact de l'eau. Le navire était doté d'un propulseur d'étrave facilitant les manœuvres d'accostage et d'appareillage.

## Lignes desservies
Le J.J. Sister a commencé sa carrière en assurant les lignes de Trasmediterranea entre le continent espagnol et les îles Baléares entre Barcelone et Palma de Majorque. Il a ensuite été mis en service entre Barcelone, Cadix et les îles Canaries. Le prolongement de la ligne jusqu'à Barcelone sera par la suite supprimée. En basse saison, le navire desservait de temps à autre les Baléares. En novembre 1985, il est affecté à une nouvelle ligne entre Gênes, Palma de Majorque, Malaga, Cadix et les îles Canaries avant que l'axe ne soit clôturé, entraînant son retour entre Cadix et les Canaries. De 1994 à 1995, il navigue sous affrètement par Corona Line entre la Suède et la Pologne sur la ligne Karlskrona - Gdynia. Il a également effectué des traversées durant l'été 1995 entre l'Italie, la Grèce et la Turquie sous affrètement par Topas Maritime Lines. Sa dernière affectation pour Trasmediterranea sera la ligne Malaga - Melilla - Almeria.
À partir de 1997, le navire est affecté pour le compte de Moby Lines entre l'Italie continentale et la Corse entre Gênes et Bastia avant d'être transféré sur la Sardaigne en 1998, sur la ligne Livourne - Olbia qu'il desservira jusqu'à son accident en 2003.